# سون تزو
سون تزو (به چینی:孫子؛ پین یین:Sūn Zǐ) نویسنده چینی کتاب هنر رزم (به چینی:兵法) بود. او همچنین یکی از نخستین واقع‌گرایان در نگره رابطه‌های فرا میهنی بود. نام راستین او سون وو (به چینی:孫武؛ Sūn Wǔ) بود و سون تزو که معنای استاد سون را می‌داد لقب افتخاری او بود. خود وو در زبان چینی معنای جنگی را می‌دهد. سون تزو را همچنین با نام محترمانه چانگ چینگ (به چینی:長卿؛ Cháng Qīng) نیز می‌خوانند.

## زندگی
سون تزو در سده ۶ (پیش از میلاد) در ایالت وو در کشور چین یک ارتشتار بود. وی همدوره با اندیشمند چینی کنفوسیوس بود. او از یک خاندان نجیب‌زاده بی‌زمین بود که در دگرگونی‌های تاریخی چین جایگاه خود را از دست داده بودند. سون تزو بر عکس بسیاری از هم‌ رسته‌های خود که به آموختن دانش می‌پرداختند، رو به مزدوری و جنگ آورد. او به خدمت هلو که سرگرم جنگ با ایالت چو بود درآمد. او که همیشه در آرزوی آشتی و زندگی‌ای آرام بود با پایان پیروزی بر چو به ناگاه ناپدید شد.

## هنر رزم

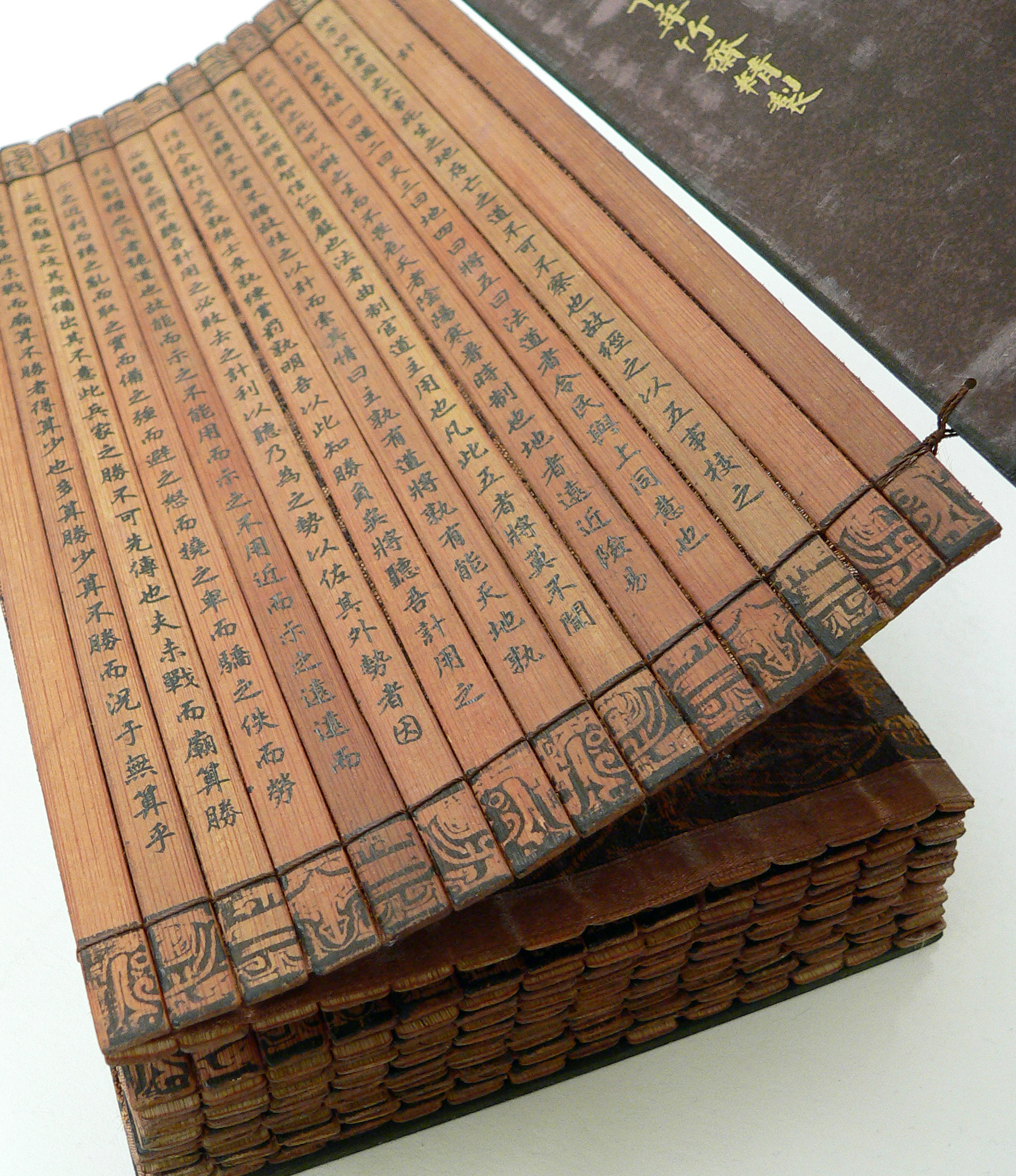
یک کتاب چینی بامبو، برای نمایش صحافی و محتویات باز است. این کپی از هنر جنگ (روی جلد، "孫子兵法") اثر سان تزو بخشی از مجموعه ای در دانشگاه کالیفرنیا، ریورساید است. روی جلد نیز "乾隆御書" نوشته شده است، به این معنی که توسط امپراتور کیانلونگ سفارش داده شده یا رونویسی شده است.

کتاب او که در چینی Sunzi bingfa (سونزی بینگفا) خوانده‌ می‌شود و معنای شیوه‌های جنگی یا روش‌های به‌ کارگیری نیروها را می‌دهد نخستین بار در ۱۷۲۲ به فرانسوی برگردان شد و این نخستین باری بود که این کتاب به زبانی اروپایی برگردان می‌شد. نام این کتاب در فرانسوی Art Militaire des Chinois گذارده شد و این نام در گزینش نام انگلیسی کتاب درآینده-The Art of War- اثر گذارد. این کتاب یکی از خواستنی‌ترین مجموعه‌های جنگی در تاریخ بوده است. در نزد چینیان باستان این کتاب شیفته کننده و یکی از مهم‌ترین‌های کتاب‌ها در ادبیات چینی است. گفته می‌شود که مائو تسه‌دونگ و ژوزف استالین هردو در هنگام جنگ این کتاب را می‌خوانده‌اند.
این کتاب بعد از انقلاب از زبان فرانسه توسط حسن حبیبی به فارسی ترجمه و توسط انتشارات قلم منتشر شده است.
این کتاب با نام هنر جنگ سون تزو با ترجمه ابوذر مرادی نیز به فارسی منتشر شده است.

## میراث
سریال بینگ شِنگ که در سال ۲۰۰۸ در چین ساخته شد، داستان زندگی سون تزو را روایت می‌کند. این سریال ۴۰ قسمت دارد و درونمایه آن جنگاوری و قدرت رهبری سون تزو است.